# Pénectomie
 (juin 2017).
Si vous disposez d'ouvrages ou d'articles de référence ou si vous connaissez des sites web de qualité traitant du thème abordé ici, merci de compléter l'article en donnant les références utiles à sa vérifiabilité et en les liant à la section « Notes et références ».
La pénectomie est l'ablation chirurgicale du pénis pour raisons médicales.

## Causes
Le cancer du pénis, par exemple, nécessite parfois l'ablation partielle, ou totale du pénis. Dans des cas très rares, les circoncisions mal faites se sont aussi conclues par des pénectomies.
Les interventions génitales chirurgicales pour les personnes transgenres qui souhaiteraient une modification de leurs organes génitaux ne nécessitent d'habitude pas l'ablation complète du pénis. Une partie ou la totalité du gland est d'ordinaire réutilisée pour faire un clitoris et la peau du pénis, retournée, sert à former un vagin. Certaines procédures mises récemment au point comme celle utilisée par le docteur Suporn Watanyusakul utilisent le scrotum pour constituer ces parois vaginales, et la peau du pénis pour former les grandes lèvres. Afin d'obtenir un vagin d'une profondeur suffisante, le côlon sigmoïde peut être prélevé et regreffé, avec toutefois l'inconvénient des sécrétions de mucus. Quand de tels procédés sont impossibles, on en emploie d'autres comme la colovaginoplastie (en) qui implique, elle, l'ablation du pénis.
Plusieurs hommes ont subi la pénectomie comme une modification volontaire de corps, mais les spécialistes ne sont pas d'accord pour savoir si vraiment ce désir d'amputation du pénis est une pathologie, et s'il faut l'inclure parmi les désordres dysmorphiques du corps. La subincision volontaire, l'ablation du gland et la bifurcation du pénis sont des sujets connexes.

## Conséquences
Les problèmes liés à l'ablation du pénis peuvent amener à ce que l'on appelle l'angoisse de la castration, menant dans certains cas à la perte totale de repères sociaux.
Bien que nécessaire pour certaines raisons médicales, la pénectomie est refusée dans environ un cas sur quatre par les patients.